# Atelopus glyphus
Atelopus glyphus es una especie de anfibios de la familia Bufonidae.
Habita en Colombia y Panamá.
Su hábitat natural incluye montanos secos y ríos.
Está amenazada de extinción por la pérdida de su hábitat natural.